# Caraphia minor
Caraphia minor är en skalbaggsart som beskrevs av Charles Joseph Gahan 1906. Caraphia minor ingår i släktet Caraphia och familjen långhorningar.
Artens utbredningsområde är Burma. Inga underarter finns listade.